# Menhir von Crocemuzza

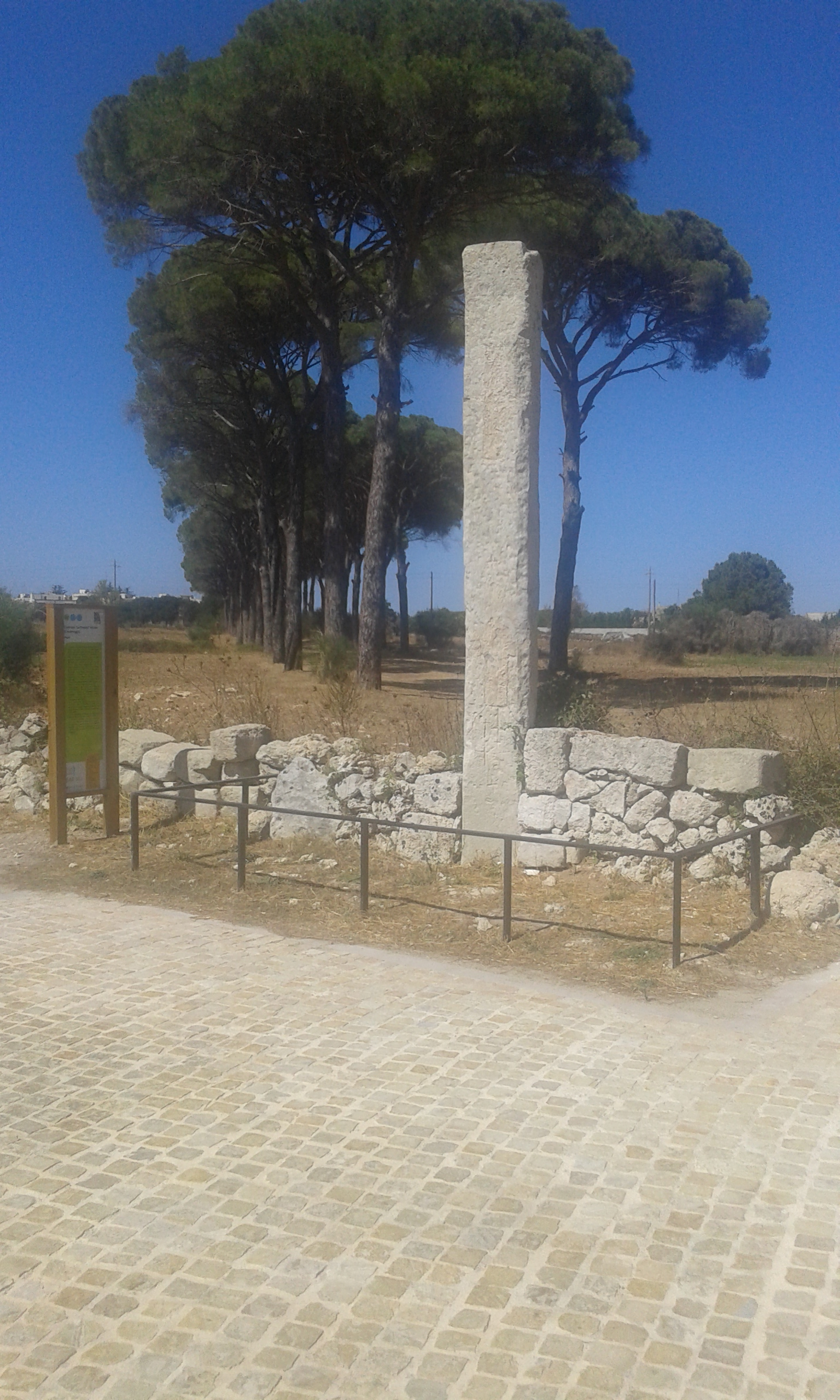
Menhir von Crocemuzza

Der Menhir von Crocemuzza oder Delle Franite wurde Ende des 19. Jahrhunderts von Cosimo De Giorgi (1842–1922) im Franite-Distrikt, „an der Stelle, die als Crocemozza markiert war“ außerhalb von Maglie in der Provinz Lecce in der Region Salent im Süden von Apulien in Italien entdeckt.
Der 4,3 m hohe, 1958 abgerissene Menhir mit einem Querschnitt von 44 × 34 cm wurde später wieder aufgebaut. Der durch einen niedrigen Metallzaun geschützte Monolith, der an der ursprünglichen Stelle im Felsen fixiert ist, ist mit eingeritzten Kreuzen versehen.
Die 79 apulischen Menhire sind zum Teil geometrisch und sehr schlank (Casamassima) mit Höhen bis zu 4,7 m (de lu Chiofilu bei Martano). Andere haben anthropomorphe oder taukreuzartige (Menhir von Vardare in Diso) Proportionen.